# Raïssa Eloundou Mengada
 (mai 2025).
Si vous disposez d'ouvrages ou d'articles de référence ou si vous connaissez des sites web de qualité traitant du thème abordé ici, merci de compléter l'article en donnant les références utiles à sa vérifiabilité et en les liant à la section « Notes et références ».
Raïssa Eloundou Mengada est une autrice et communicatrice camerounaise née le 6 juillet 1974 à  Otélé dans la région du centre. Elle est en service au ministère de la communication à la direction de l'observatoire des médias.

## Biographie

### Éducation
Raïssa Eloundou Mengada est née à Otélé, une petite localité située dans la région du centre du Cameroun. Ses parents, René et Anne, tous deux enseignants, ont éduqué leurs enfants dans un esprit de rigueur et de discipline. Pour l'autrice, l'école et la prière ont toujours été des valeurs fondamentales. Dès l'âge de onze ans, elle commence à écrire des essais, que seules ses amies proches avaient le privilège de lire.

### Carrière
Diplômée de l'École supérieure des sciences et techniques de l'information et de la communication de Yaoundé, elle est également auteur-compositeur de chants religieux. Raïssa Eloundou Mengada est chef de service au ministère de la communication,.

### Écriture
Raïssa Eloundou Mengada est  connue pour ses œuvres littéraires qui abordent des thèmes. Notamment la condition féminine, foi, la culture et les relations humaines. Ces thématiques qui émanent du vécu rendent les ouvrages  réalistes.

## Publication
- La larme du petit oiseau, La presse de l'université catholique d'Afrique centrale (UCAC), 2025, 98 p. [4].
- Noël au fond d'une cellule, La presse de l'UCAC, 2022, 78 p.[5].
- Pourquoi moi?, La presse de l'UCAC, 2021, 143 p. (ISBN 9782848493077)[6].
- Il était une fois ma vie, La presse de l'UCAC, 2023, 64 p.[7].